# 妙齢
『妙齢』（みょうれい）は、中村中の2枚目のベスト・アルバム。

## 概要
2022年2月16日にインペリアルレコードから発売された。
アルバムは『未熟もの』以来、ベスト・アルバムは、『若気の至り』以来となる。
中村中デビュー15周年を記念して発売されたベスト・アルバム。
『一杯の焼酎』は新たな編集を加えており、オリジナルの音源はCD未収録のままである。

## 収録曲
| 全作詞・作曲: 中村中。 |                                                                                            |           |            |                      |      |
| #                      | タイトル                                                                                   | 作詞      | 作曲・編曲 | 編曲                 | 時間 |
| 1.                     | 「一杯の焼酎 〜Album Version〜」(作詞: Jun Ho Bong / 作曲: Jae Il Jung / 日本語詞: 中村中) | 中村中    | 中村中     | 中村中               | 1:48 |
| 2.                     | 「幾歳月」                                                                                 | 中村中    | 中村中     | 笹路正徳             | 4:21 |
| 3.                     | 「ここにいるよ」                                                                           | 中村中    | 中村中     | 鈴木正人             | 3:45 |
| 4.                     | 「友達の詩」                                                                               | 中村中    | 中村中     | 浦清英               | 5:49 |
| 5.                     | 「閃光花火」                                                                               | 中村中    | 中村中     | 鈴木正人             | 6:13 |
| 6.                     | 「家出少女」                                                                               | 中村中    | 中村中     | 根岸孝旨             | 5:32 |
| 7.                     | 「うれしい」                                                                               | 中村中    | 中村中     | 中村中、石井マサユキ | 5:02 |
| 8.                     | 「思い出とかでいいんだ」                                                                   | 中村中    | 中村中     | 中村中               | 4:25 |
| 9.                     | 「会いたいひと」                                                                           | 中村中    | 中村中     | 中村中、石井マサユキ | 5:18 |
| 10.                    | 「裸電球」                                                                                 | 中村中    | 中村中     | 浦清英               | 4:31 |
| 11.                    | 「愛されたい」                                                                             | 中村中    | 中村中     | 中村中               | 5:41 |
| 12.                    | 「ずっと君を見ている」                                                                     | 中村中    | 中村中     |                      | 5:29 |
| 13.                    | 「世界が燃え尽きるまで」                                                                   | 中村中    | 中村中     | 中村中、笹路正徳     | 4:00 |
| 14.                    | 「孤独を歩こう」                                                                           | 中村中    | 中村中     | 中村中               | 5:07 |
| 15.                    | 「死ぬなよ、友よ」                                                                         | 中村中    | 中村中     | 中村中               | 6:33 |
| 16.                    | 「あいつはいつかのあなたかもしれない」                                                     | 中村中    | 中村中     |                      | 4:35 |
| 合計時間:              | 合計時間:                                                                                  | 合計時間: | 78:18      |                      |      |

### 楽曲解説
1. 一杯の焼酎 〜Album Version〜
2. 幾歳月
  - 10th シングル。
3. ここにいるよ
  - 11th シングル。
4. 友達の詩
  - 2nd シングル。
  - 第58回NHK紅白歌合戦歌唱曲。
5. 閃光花火
  - アルバム『去年も、今年も、来年も、』収録曲。
6. 家出少女
  - 9th シングル。
7. うれしい
  - アルバム『未熟もの』収録曲。
8. 思い出とかでいいんだ
  - アルバム『世界のみかた』録曲。
9. 会いたいひと
  - アルバム『未熟もの』収録曲。
10. 裸電球
  - 6th シングル。
11. 愛されたい
  - アルバム『世界のみかた』収録曲。
12. ずっと君を見ている
13. 世界が燃え尽きるまで
  - アルバム『聞こえる』収録曲。
14. 孤独を歩こう
  - アルバム『るつぼ』収録曲。
15. 死ぬなよ、友よ
  - アルバム『去年も、今年も、来年も、』収録曲。
16. あいつはいつかのあなたかもしれない